# 白壁兵舎

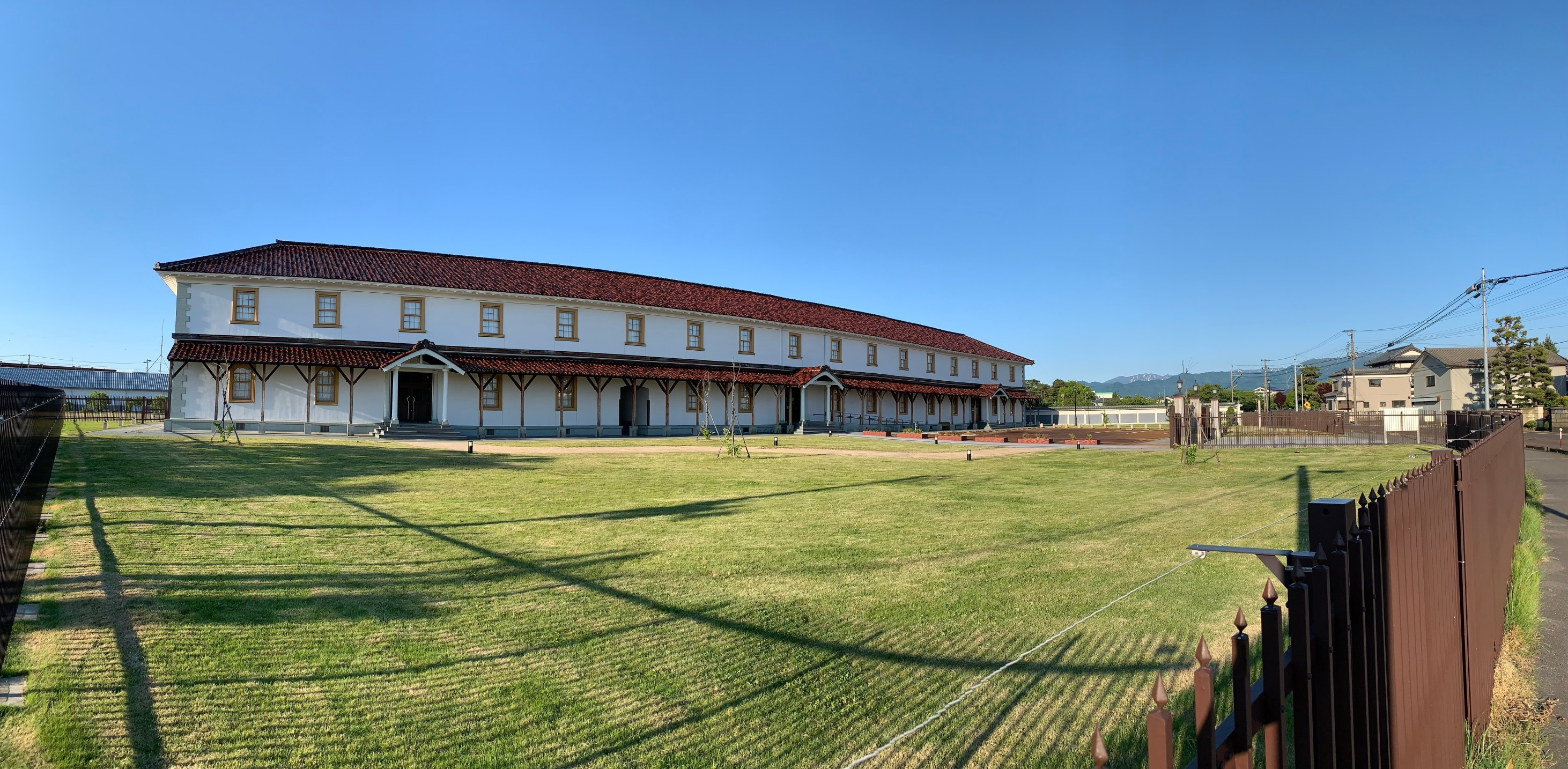
全景（2020年5月、パノラマ撮影）

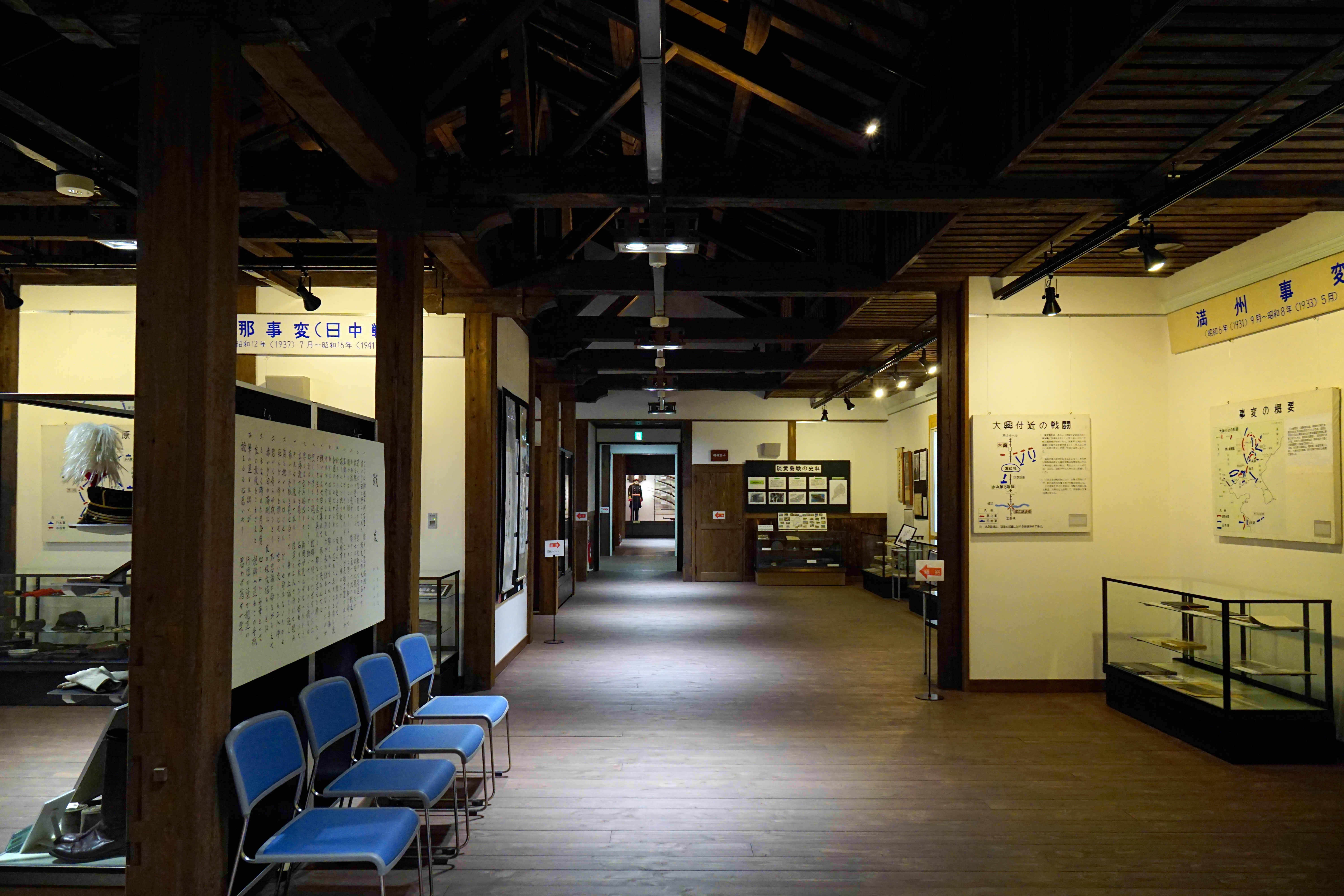
1F

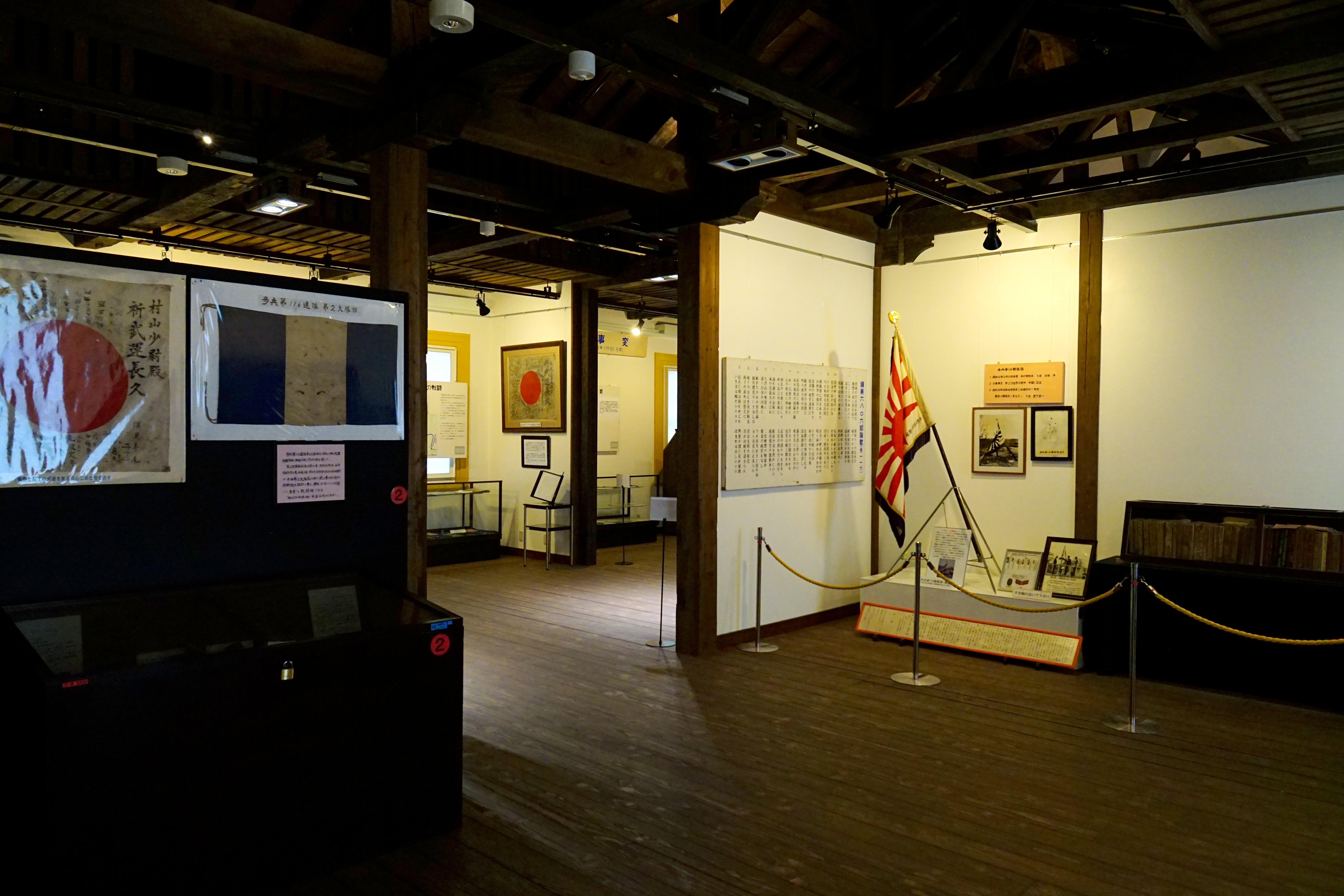
2F

白壁兵舎（しらかべへいしゃ）は、新潟県新発田市の陸上自衛隊新発田駐屯地内にある兵舎。1874年（明治7年）に、建設された。

## 概要
当時、日本陸軍の範とされたフランス式兵制に基づき、それでいて新発田城の廃材を利用し、日本の技術により建築されたため、日仏の技術が折衷された構造が見られる。
国内最古の現存兵舎といわれている。（現在地には、駐屯地東側から移築）
現在は史料館として利用されている。
映画『八甲田山』などの撮影にも利用されたことがある。漫画『ゴールデンカムイ』の聖地とも言われている。

## 利用情報
- 開館時間 - 9時から16時[1]
- 休館日 - 月曜日（祝日の場合翌日）、年末年始[1]

## 周辺
- 新発田城
- 新発田市民文化会館・新発田市歴史図書館（隣接）
- カトリック新発田教会
- 蕗谷虹児記念館
- 新発田西公園

## 交通アクセス
- JR新発田駅より北西へ徒歩約25分。
  - 新発田駅前のイクネスしばたMINTO館にレンタサイクルあり（営業期間：4月〜11月）
  - 市街地循環バス「あやめバス」利用、「新発田城址公園」下車後すぐ
朝夕など「新発田城址公園」に停車しない便もある。近隣には同バスと新潟交通観光バス金竜橋線の「新発田郵便局前」バス停もあり、こちらからは徒歩10分ほど。